# Simon Ammann
Simon Ammann (nascido em 25 de junho de 1981) é um saltador de esqui da Suíça.
Ammann nasceu em Grabs, Suíça, filho de Margit e Hienrich Ammann, sendo criado em Unterwasser. Ele possui dois irmãos e três irmãs. Sua carreira esportiva teve início aos 16 anos de idade, durante a temporada do Campeonato Mundial de Salto de Esqui de 1997–1998. A partir de então, já participou de todas os Jogos Olímpicos de Inverno desde 1998.
Ammann atualmente reside em Schindellegi, na Suíça.
Em 13 de fevereiro de 2010, ele conquistou a medalha de ouro no evento de pista normal individual para salto de esqui nos Jogos Olímpicos de Vancouver, sendo o primeiro medalhista destes Jogos. Com isso, tornou-se o primeiro homem na história olímpica a conquistar duas medalhas de ouro no evento de pista normal individual. Sete dias depois ele conquistou nova medalha de ouro, desta vez na pista longa.